# Brad Goldberg
Pour les articles homonymes, voir Goldberg.
 (juin 2017).
Bradley Andrew Goldberg (né le 21 février 1990 à Cleveland, Ohio, États-Unis) est un ancien lanceur de relève droitier de la Ligue majeure de baseball.

## Carrière

### Universitaire
Brad Goldberg joue en 2009 et 2010 pour l'équipe de baseball des Chanticleers de l'université Coastal Carolina, en Caroline du Sud, où il étudie le management du sport. Il transfère ensuite à l'université d'État de l'Ohio pour étudier en sociologie. Il ne peut jouer au baseball avec le club de son université à sa première année à Ohio State en raison des règles de la NCAA. Il aurait pu jouer pour les Buckeyes d'Ohio State dès 2012, mais une nouvelle embûche survient alors que des tracasseries administratives l'accablent, certains crédits pour ses cours à Coastal Carolina n'étant pas reconnus par Ohio State. 
À sa seule saison jouée pour Ohio State en 2013, Goldberg maintient une moyenne de points mérités de 2,99 en 15 matchs joués comme lanceur partant des Buckeyes.

### Ligue majeure de baseball
Après sa saison jouée à Ohio State, Brad Goldberg est choisi par les White Sox de Chicago au 10e tour de sélection du repêchage de 2013.
Goldberg commence sa carrière professionnelle en ligues mineures dès 2013 avec des clubs affiliés aux White Sox et est lanceur de relève.
Il fait ses débuts dans le baseball majeur avec les White Sox le 3 juin 2017 face aux Tigers de Détroit.

### Classique mondiale de baseball
En septembre 2016, Brad Goldberg rejoint l'équipe d'Israël qui est en compétition dans le tournoi de qualification à la Classique mondiale de baseball 2017. Comme lanceur de relève, Goldberg protège les victoires d'Israël lors des deux premières matchs de l'équipe, face à la Grande-Bretagne et au Brésil, respectivement. Goldberg joue avec Israël à la Classique mondiale de baseball 2017 au mois de mars qui suit.